# Gerty Cori
Gerty Theresa Cori-Radnitz (Praag, 15 augustus 1896 – Saint Louis (Missouri), 26 oktober 1957) was een in Oostenrijk-Hongarije geboren Amerikaans biochemicus. Samen met haar echtgenoot Carl Ferdinand Cori en de Argentijnse fysioloog Bernardo Houssay kreeg ze in 1947 de Nobelprijs voor de Fysiologie of Geneeskunde voor hun ontdekking van de manier waarop glycogeen – een glucosederivaat – in het lichaam wordt afgebroken en opnieuw gesynthesiseerd als energiebron en -voorraad.
De ziekte van Cori, een glycogeenstapelingsziekte (type III) is genoemd naar het echtpaar Cori.

## Biografie
De in Praag geboren Gerty Radnitz was oudste van drie dochters van de joodse ouders Otto Radnitz, manager van een suikerfabriek, en Martha Neustadt. Tot haar tiende werd ze thuis onderwezen waarna ze een private meisjesschool ging. Ze groeide op in een periode waarin vrouwen een marginale rol speelden in de wetenschap. Aangespoord door haar oom, een hoogleraar kindergeneeskunde, besloot ze geneeskunde te studeren. Om toegelaten te worden tot de universiteit volgde ze aanvullend onderwijs aan een Tetschen realgymnasium. Na het behalen van het toelatingsexamen werd ze in 1914 toegelaten tot de medische school van de Karel-Ferdinand universiteit te Praag. Hier ontmoette ze ook haar toekomstige echtgenoot Carl Cori. Ze trouwden na haar afstudering in 1920.
Na hun huwelijk verhuisden ze naar Wenen waar Gerty twee jaar lang verbleef aan het Carolinen kinderziekenhuis. Het leven aldaar was zwaar na de Eerste Wereldoorlog en ze leed daardoor aan xerophthalmie veroorzaakt door ernstige ondervoeding als gevolg van voedseltekorten. Hierdoor en vanwege het opkomende antisemitisme in Europa emigreerde het echtpaar in 1922 naar de Verenigde Staten. Daar zette ze haar vroege werk in medisch onderzoek voort, samenwerkend in het laboratorium met Carl. In 1928 werd gerti en Carl Amerikaans staatsburgers.
Tot in 1931 verbleven ze in Buffalo, waarna ze naar Saint Louis verhuisden waar Carl hoogleraar werd aan de Washington-universiteit in Saint Louis. Anders dan haar man had ze moeite om een onderzoekspositie te verkrijgen en degene die ze wel vond werden slecht betaald. Ondanks de vele tegenwerkingen die ze ondervond bleef ze, zelfs na de geboorte van hun enige zoon Carl Thomas in 1936, samenwerken met haar man. Pas na het winnen van de Nobelprijs werd ze benoemd tot gewoon hoogleraar aan de Washington-universiteit.
Cori overleed in 1957 na een tienjarige strijd met myelofibrose. Ondanks haar ziekte bleef ze tot het einde actief in het onderzoekslaboratorium. Ze ontving erkenning voor haar prestaties via vele prijzen en eerbewijzen, waaronder de Garvan-Olin-medaille. Zo zijn de Cori-krater op de maan en de Cori-krater op Venus naar haar vernoemd.

## Werk
In de jaren twintig begonnen Gerty Cori samen met haar man Carl onderzoek te doen naar de stofwisseling van koolhydraten, en dan met name de rol van suiker (glucose) in dit proces en de functie van enzymen in dierlijke weefsels. Zij ontdekten de glycolyse in gezwellen en isoleerden in 1936 glucose-1-fosfaat, bekend als de Cori-ester, wat leidde tot de ontdekking van het verloop van de katalytische omzetting van glycogeen in glucose door middel van het door hen ontdekte fosforylase.